# Redigerare
Redigerare är en redaktionell medarbetare, journalist eller grafiker, på dagstidningar, tidskrifter, etermedier, eller andra arbetsplatser, som sammanställer nyhets- eller featurematerial till färdig form för tryck eller sändning. Det inkluderar texter, bilder (foton och grafik), ljud, eller film. Till sin hjälp har redigeraren särskilda datorprogram.
Tidningsredigerare använder oftast antingen Adobe Indesign eller QuarkXPress, radioredigerare SoundForge och TV- och webb-TV-redigerare FinalCut eller Avid ProTools.
Större tidningar har ofta speciella textredigerare, som enbart ägnar sig åt att korrigera och förbättra texterna.

## Historia
Innan desktop publishing-tekniken blev vanlig på 1990-talet, var det, på en dagstidning, redigerarens uppgift att dels göra korrigeringar i skribentens manus (som var skrivet med skrivmaskin på ett manusblad) samt att formulera rubriker, dels att utforma sidans layout på ett layoutblad (eller ”laja”), som sedan lämnades över till sätteriet.
I dag har redigeraren ersatt flera gamla yrkesgrupper, både journalistiska och grafiska. En redigerare på en mellanstor dagstidning gör idag, med datorernas hjälp,  samma arbete som förr utfördes av bland annat redigerare, reprofotografer, sättare och korrekturläsare.